# 扶大镇
扶大镇，是中华人民共和国广东省梅州市梅县区下辖的一个乡镇级行政单位。

## 行政区划
扶大镇下辖以下地区：
扶大社区、所里村、三葵村、三丰村和铁炉潭村。